# 渡仲三
渡 仲三（わたり なかぞう、1926年 - 2018年2月15日）は、日本の性科学者、名古屋市立大学名誉教授。群馬県吾妻郡岩島村（現東吾妻町）出身。

## 学歴
- 岩島西尋常小学校
- 岩島尋常高等小学校
- 岩島青年学校
- 群馬大学医学部

## 略歴
- 文部省在外研究員としてハーバード大学・ニューヨーク州立大学に派遣される
- 群馬大学医学部講師、群馬大学内分泌研究所助教授
- 名古屋市立大学医学部教授
- 国際医学技術専門学校名誉校長
- トロン真癒医学養生院院長
- 日本鍼灸学会名誉会員

## 叙勲
- 瑞宝中綬章（2005年）

## 主な著作
- 免疫組織化学を応用した胃腸膵内分泌細胞の同定についての超微形態学的研究　文部省科学研究費補助金研究成果報告書 名古屋市立大学　1982～1984
- 組織学　金芳堂　1985　医学要点双書2
- 免疫組織化学と同一切片対応法による各種脊椎動物の膵島細胞の比較超微形態学的研究　文部省科学研究費補助金研究成果報告書 名古屋市立大学　1988～1990
- 青春の蹉跌　1992　自費出版
- 電子顕微鏡と共に歩んで　名古屋市立大学医学部第1解剖学教室　名古屋市立大学医学部第1解剖学教室編　非売品　1992
- おっぱいの愛し方:もむ、なめる、つまむ…　ごま書房　1993　ゴマポケット
- 女の濡らせ方　ポケットブック社　1995
- ザ・sex:性感帯・体位・愛撫法…これだけは知っておきたい　ごま書房　1996
- よくわかる立体組織学　医学生物学電子顕微鏡技術学会,WHO電子顕微鏡診断学研究研修センター編　渡仲三・宮澤七郎監修　学際企画　1999
- 愛液の神秘　ロングセラーズ　2000　Oh!book
- 濡らす技術　ロングセラーズ　2002　Oh!book